# Gottlob Kopp
Gottlob Kopp (* 31. August 1895 in Waiblingen; † 26. Mai 1970 ebenda) war ein deutscher Malermeister. Von 1945 bis 1964 war er Präsident der Handwerkskammer in Stuttgart.

## Werdegang
Kopp entstammt einer alteingesessenen Waiblinger Familie. Nach dem Besuch der Volksschule absolvierte er eine Lehre als Maler. Nach seinen Gesellen- und Wanderjahren und der Meisterprüfung gründete er 1919 in Waiblingen ein Malergeschäft.
1945 wurde er zum Präsidenten der Handwerkskammer in Stuttgart gewählt. Im Juni 1946 gehörte er zunächst der Verfassunggebenden Landesversammlung für Württemberg-Baden und von November 1946 bis Mai 1952 als Abgeordneter der Demokratischen Volkspartei (DVP) dem Landtag von Württemberg-Baden an.
Er war Vorsitzender der Arbeitsgemeinschaft der Württembergisch-Badischen Handwerkskammern und Vorsitzender der Krankenkasse für Handwerk, Handel und Gewerbe in Stuttgart. Zudem gehörte er dem von 1946 bis 1959 dem Gemeinderat von Waiblingen an.

## Auszeichnungen
- 1952: Bundesverdienstkreuz (Steckkreuz)
- 1960: Großes Bundesverdienstkreuz

| Personendaten    | Personendaten                                   |
| ---------------- | ----------------------------------------------- |
| NAME             | Kopp, Gottlob                                   |
| KURZBESCHREIBUNG | deutscher Malermeister und Politiker (DVP), MdL |
| GEBURTSDATUM     | 31. August 1895                                 |
| GEBURTSORT       | Waiblingen                                      |
| STERBEDATUM      | 26. Mai 1970                                    |
| STERBEORT        | Waiblingen                                      |